# Neuenkirchen (Cuxhaven)
Neünkirchen é um município da Alemanha localizado no distrito de Cuxhaven, estado da Baixa Saxônia.
Pertence ao Samtgemeinde de Hadeln.